# 少将 (以色列)

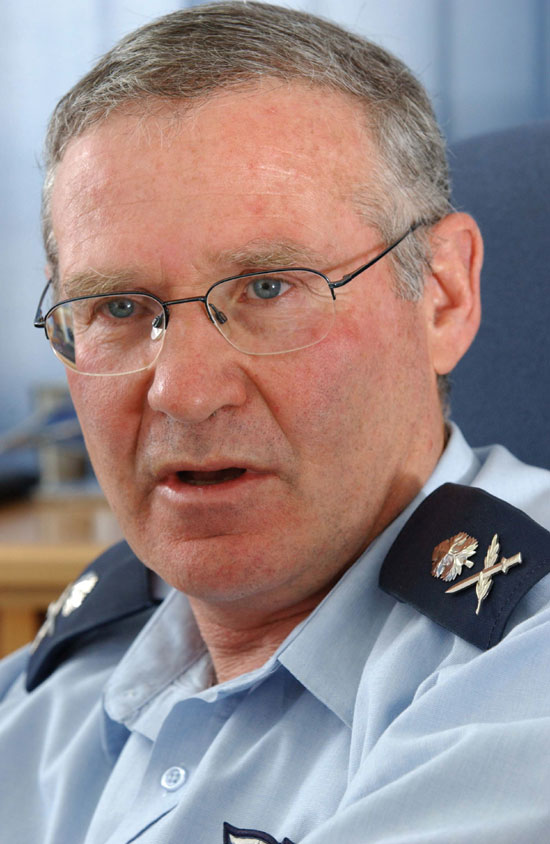
阿米卡姆·诺金少將（以色列空军总司令）徽章上具有叶子、剑等元素

少將 (希伯來語：‎，直译：冠军，圣经希伯来语中的团队领袖，音譯「阿鲁夫」；阿拉伯语：‎，羅馬化：‘Ālūf；) 是一种以色列国防军的高级军衔，是以色列第二高的军衔，与其他国家的少將相对应。除去aluf这个词以外，还有五个衍生词构成了以軍最高軍階，分別是中將、少將、准將、上校、中校。